# Universität für Wissenschaft und Technik der Inneren Mongolei
Die Universität für Wissenschaft und Technik der Inneren Mongolei (chinesisch 内蒙古科技大学, Pinyin Nei Menggu Deji Daxue, englisch Inner Mongolia University of Science and Technology, mongolisch ᠥᠪᠥᠷ
ᠮᠣᠩᠭᠣᠯ
ᠤᠨ
ᠰᠶᠡᠴᠶᠯᠡᠶᠬᠡᠡ᠋
ᠮᠡᠷᠭᠡᠵᠢᠯ ᠤᠨ
ᠶᠡᠬᠡ
ᠰᠤᠷᠭᠠᠭᠤᠯᠢ) ist eine 1956 gegründete Universität in Baotou im Innere Mongolei. Einer ihrer früheren Namen ist Universität für Stahl und Eisen in Baotou (chinesisch 包头钢铁学院, Pinyin Baotou Gangtie Xueyuan, englisch Baotou University of Iron & Steel Technology).